# ヌイグルメン!
『ヌイグルメン!』は、唐沢なをきによる日本のギャグ漫画作品。講談社の漫画雑誌『イブニング』にて連載された。単行本は全4巻。特撮業界を題材にしている。

## 概要
『イブニング』2008年第12号より2010年第12号まで連載。テレビの特撮ヒーロー番組「きなこマン」で奮闘する2人の役者志望の若者を通じて、特撮番組制作の裏側を描く。
「きなこマン」はもともと唐沢の作品『がんばれみどりちゃん』に登場する劇中ヒーローであり、本作はそのスピンオフ作品である。各ページの欄外には「きなこマンの秘密」として、特撮用語の解説やマニアックな補足説明が掲載されている。単行本にも夫人の唐沢よしこの執筆による特撮用語コラムが載っている。

## 登場人物
登場人物は、担当編集者のアイディアでどこかフェチ的な志向を持つものが多い。また熊楠社長とハルちゃんのように、過去の特撮関係者を彷彿（ほうふつ）とさせる人物もいる。
名神イリヒト（なかみ イリヒト）
学生時代からの友人である赤瀬川ヒロに誘われ、新番組『きなこマン』のオーディションにやって来た青年。一応役者だが、ヒロに半ば無理やり引きずり込まれたためそれほどやる気はない。なぜかきなこマンのスーツに異常な関心を示し、スーツに入るとプロ顔負けのアクションの冴えを見せて周囲のスタッフを驚かせる。その結果きなこマンのスーツアクターに選ばれ、プロとしての道に徐々に進んでいく気になる。
実は緊縛好きで、閉じ込められるのが大好きなマゾヒストかつボンデージマニア。アクションの冴えも、閉塞感のあるスーツに入ると「マニア特有のアレがナニして」身体能力が向上するためであり、スーツなしでアクションを見せることは難しい。
性格はお調子者かつ鈍感。しばしば周囲と騒動を引き起こす。
赤瀬川ヒロ（あかせがわ ヒロ）
役者として売れっ子になることを夢見る熱血青年。オーディションを受けるつもりでイリヒトを連れ立ってスタジオに来た。しかし、プロダクションの崖っぷち騒動に巻き込まれ、そのままノーギャラで主人公・きな五郎役として撮影に参加させられてしまう。本人は主役とはいえノーギャラでの出演を拒否していたが、きなこマンのスーツが気に入ったイリヒトに説得され、渋々ながら出演をオーケーしてしまう。
努力家の好青年だが演技は下手。スタッフからは好かれているものの、同時にその大根役者ぶりはスタッフの悩みの種でもある。
本人はノーマルのつもりだが、無自覚かつ軽度の同性愛者であり、実はイリヒトに気がある。そのためイリヒトに（抱きつかれながら）頼み込まれると、非常に弱い。
熊楠十三男（くまぐす とみお）
番組制作会社「崖っプロ」の社長。『きなこマン』ではプロデューサーも兼任。人当たりを良くするためと称し、オネエ言葉でしゃべる。
長年の夢だったヒーロードラマ番組に着手するが、予算に見合わないクオリティを追求するという悪癖から、ギャラの支払いを渋って頼りのスーツアクターに逃げられ、まさに崖っぷちに立たされる。困ったはてに、応募に来ていたイリヒトとヒロを主役に抜擢してしまう。
向島ハルオ（むこうじま ハルオ）
怪獣ボボラに入って以来、キャリア50年という伝説的ぬいぐるみ役者（近年の「スーツアクター」という表現は好んでいない）。海外のマニアにまで名が知れているが、本人は大御所扱いを嫌い、若手であっても愛称の「ハルちゃん」で呼ばないと機嫌が悪くなる。『きなこマン』では怪獣「麩饅獣（ふまんじゅう）」の中に入って出演。
においフェチで、彼がこの仕事を続けるようになったのも、中で臭いが存分にかげるという理由であった。初対面のイリヒトの性癖をにおいで当て、「オレたちみたいな者でも、自分の趣味を生かして堂々と人様の前で仕事ができるんだ」と、イリヒトを後輩として励まし、可愛がるようになる。
モデルはゴジラのスーツアクターを務めた中島春雄。ボボラのモデルもゴジラであることが作中で明言している。
乙梨キミエ（おとなし キミエ）
売れないグラビアアイドルで、ドジで泣き虫な眼鏡っ娘。パンチラといったお色気担当の敵役の女幹部・きみしぐレディを演じる。事務所からは「もし『きなこマン』で売れなければアダルトビデオに出演させる」と言われているらしい。
姉子マキ（あねこ マキ）
ハルちゃんが殺陣師として連れてきた中堅アクション女優。中堅といっても高校時代からこの世界で活躍しているため、年齢的にはまだ若手。『きなこマン』では殺陣師の他、敵の戦闘員・アンコダマン役や、キミエのアクション吹き替えといった仕事も担当。姉御肌の気が強い女性で、イリヒトたちを容赦なくしごく。
枯れ専性癖の持ち主。ハルちゃんに密かに惚れている反面、イリヒトやヒロはお子様にしか見えていない。

## きなこマン
独立局の深夜放映特撮ヒーロー番組。企画・製作は「崖っプロ」。
和菓子界を乗っ取ろうと企む悪の甘味処「暗黒堂（あんこくどう、『みどりちゃん』では「餡古久堂」と表記されている）」に、正義のヒーロー「きなこマン」が立ち上がる。通常時はきな五郎という名の青年で、変身時には「粉着（こなちゃく）！」と叫ぶ。
ヒーロー「きなこマン」は体の左右で色や形状が異なる非対称なデザインだが、これは元々の企画が2人の青年が変身するヒーローだったことに由来する。スーツアクターが逃げてしまったため、単独変身のヒーローとなることとなった。またスーツには電動ファンが仕込んであり、きな粉が吹き出す仕掛けになっている。

## 単行本
イブニングKCDXとして刊行。
1. 2009年1月26日初版発行[1]。第1話から第13話までを収録。 ISBN 978-4063756593
2. 2009年7月23日初版発行。 ISBN 978-4063757538
3. 2010年2月23日初版発行。 ISBN 978-4063758795
4. 2010年6月23日初版発行。 ISBN 978-4063759303